# Droga krajowa B2R (Niemcy)
Droga krajowa 2 R (niem. Bundesstraße 2 R, B 2 R) – niemiecka droga krajowa przebiegająca w całości po terenie miasta Monachium i stanowi obwodnicę śródmiejską zwaną potocznie Mittlerer Ring. Na całej długości jest co najmniej czteropasmowa, a większość jej skrzyżowań jest bezkolizyjnych. Spora część trasy przebiega podziemnymi tunelami.
Droga B 2R jest jednym z najważniejszych traktów komunikacji kołowej w Monachium. Od niej swój bieg rozpoczyna pięć autostrad. Początkowo planowana jako autostrada 999.

## Linki zewnętrzne

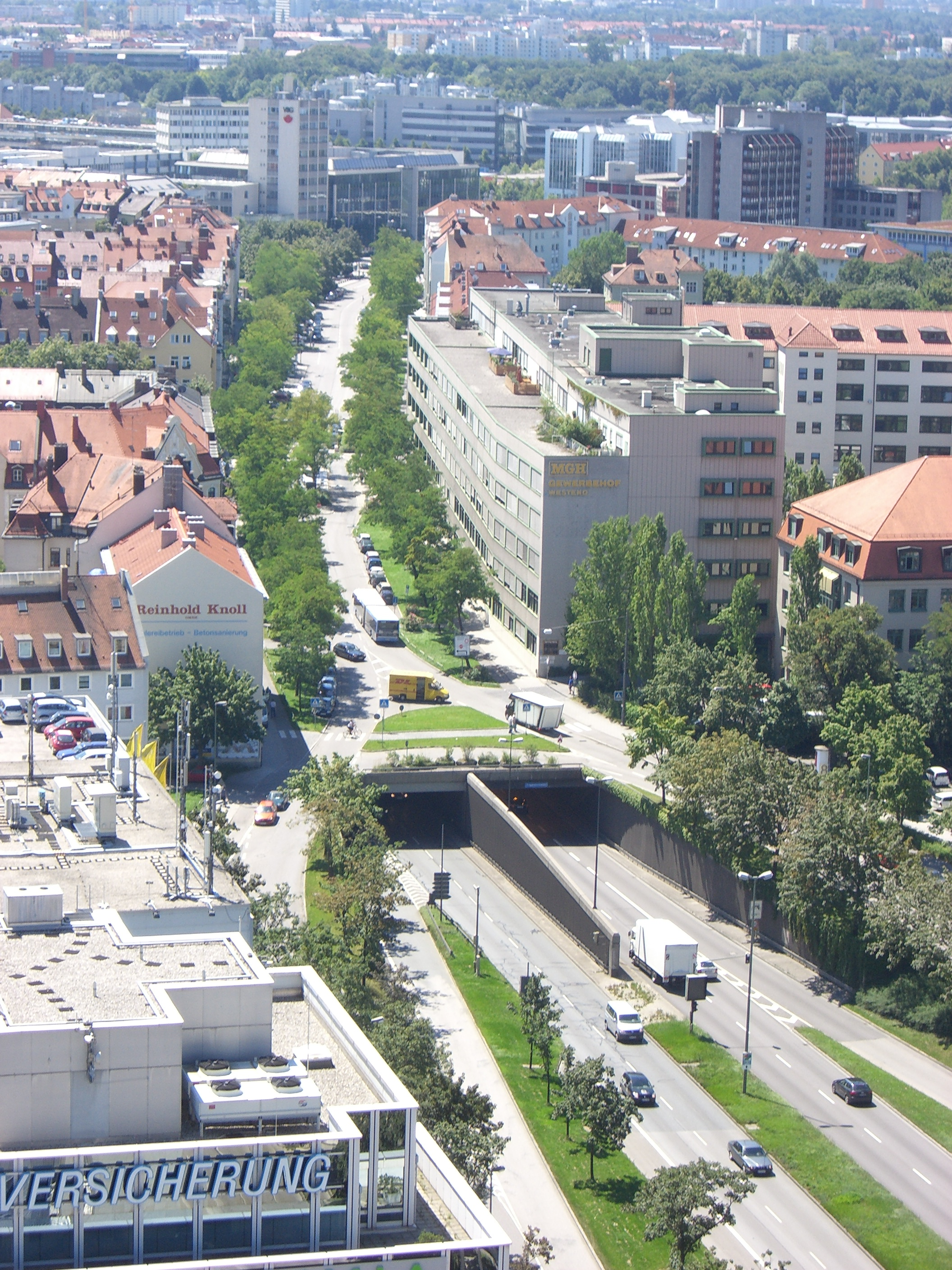
Tunel pomiędzy Tübinger Straße a Landsberger Straße
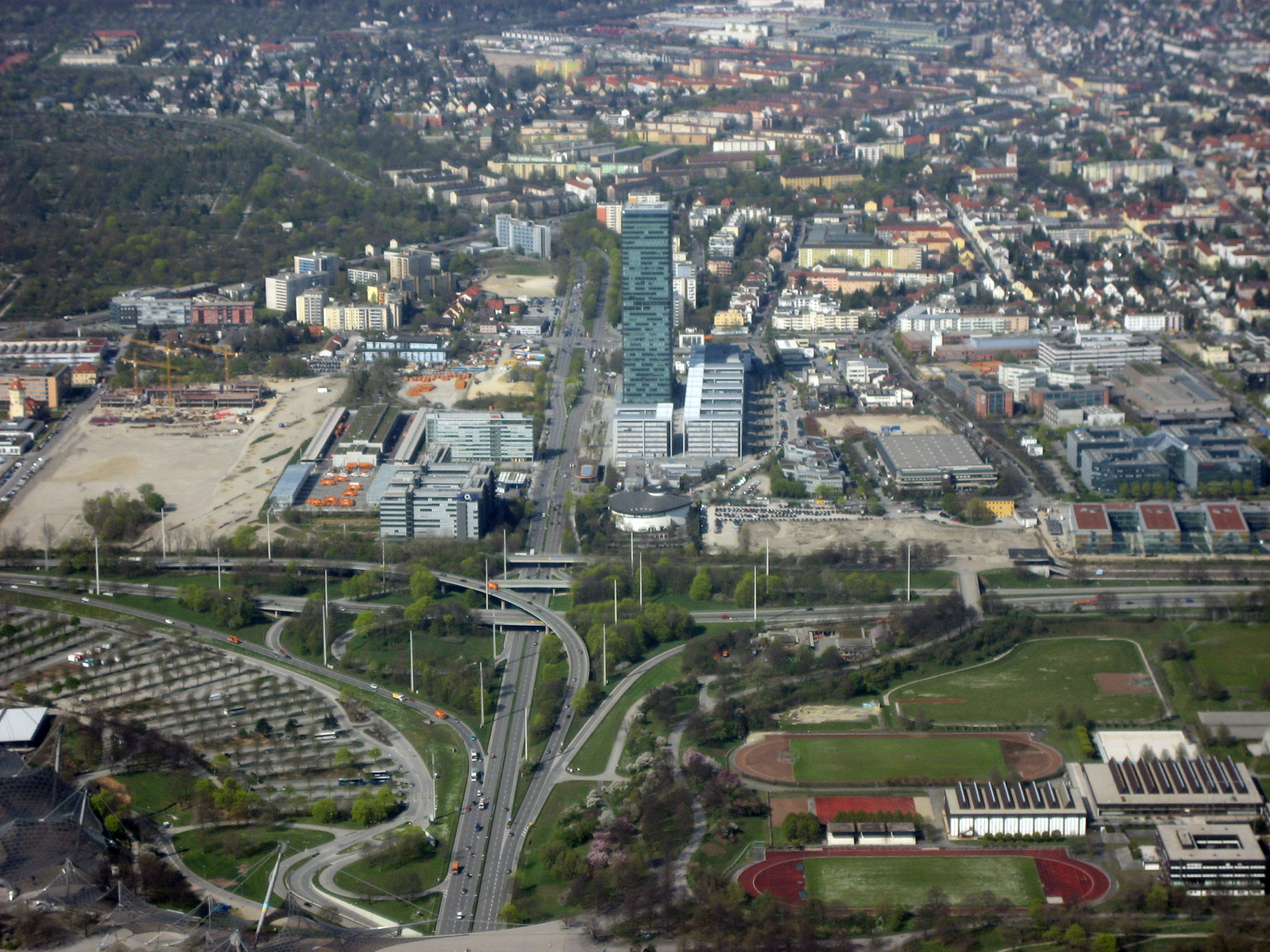
Skrzyżowanie Georg-Brauchle-Ring/Landshuter Allee
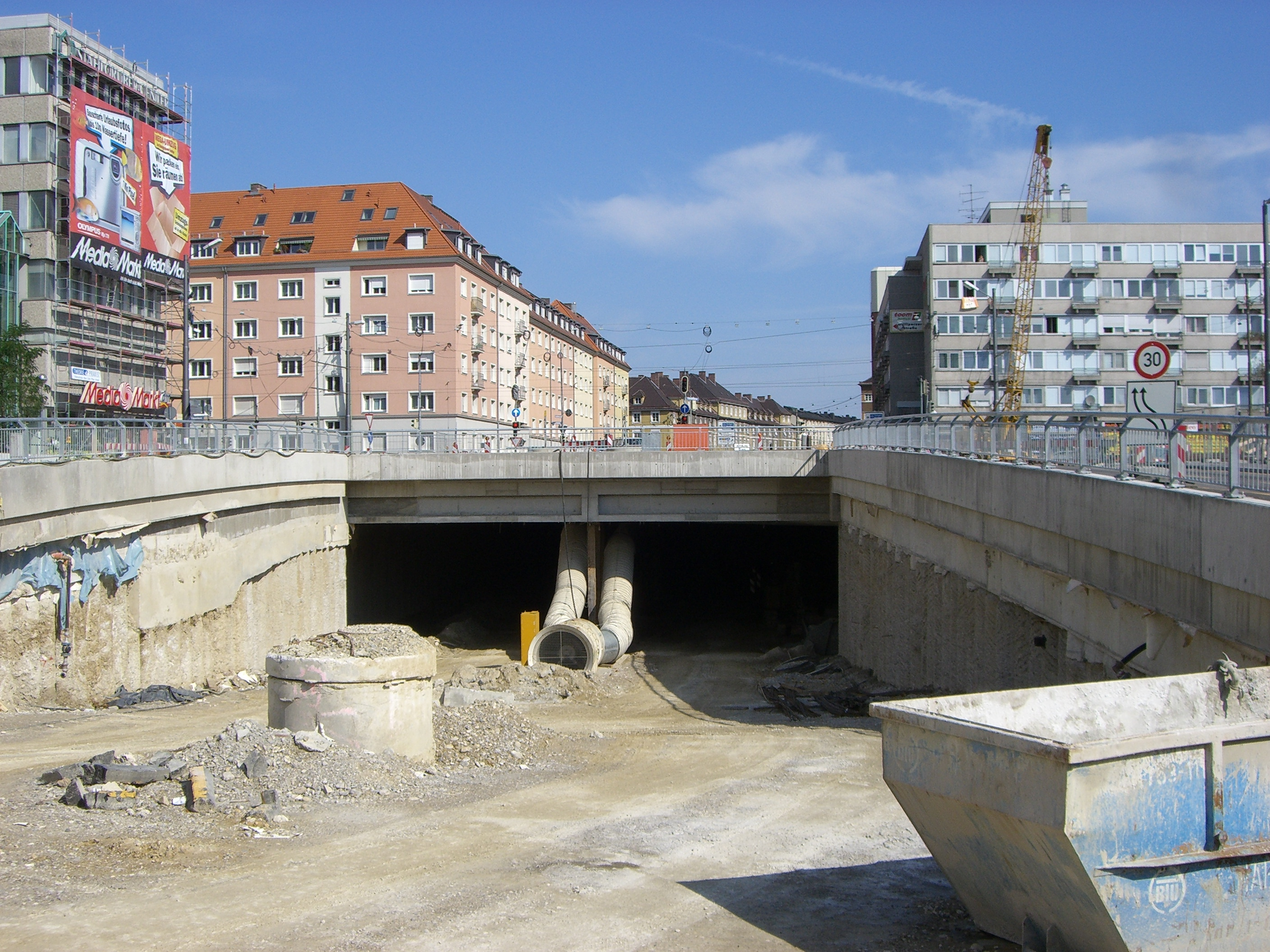
Tunel w budowie w okolicy Effnerplatz